# 慶進中学校・高等学校
慶進中学校・高等学校（けいしんちゅうがっこう・こうとうがっこう）は、山口県宇部市西琴芝にある私立中学校・高等学校（中高一貫校）。
それぞれの正式名称は、慶進中学校（けいしんちゅうがっこう、Keishin Junior High School）および慶進高等学校（けいしんこうとうがっこう、Keishin High School）である。

## 概要
学校法人宇部学園が運営しており、系列校に山口学芸大学、山口芸術短期大学、成進高等学校（旧美祢中央高等学校）、宇部中央自動車学校等がある。在籍生徒数は中学校・高等学校合計で900人弱。
校訓は「独立自尊」「至誠一貫」「敬愛感謝」。このうち「至誠一貫」は学校法人宇部学園初代理事長である二木謙吾の座右の銘であった。
学科は普通科のみで、中高一貫教育を実施する「中高一貫コース」、難関国公立・私立大学合格を目指す「アドバンスコース」および大学合格を目指す「グローバルコース」を設置している。
校章は、六角形（亀甲）を三つ並べた「三ツ盛り亀甲」の中央に「慶進」の文字をあしらったものであり、「千年万年永久に生成発展して止まない学校」「独立自尊・至誠一貫・敬愛感謝の3つの校訓」「学校・生徒・保護者の連帯」を表現している。また、校章と別に「KS」の文字をデザインしたシンボルマークを定めており、ブルー・紫紺・エンジの3色で3つのコースを表している。
同窓会組織として、「わすれな会」があり、当校に事務局を設置している。

## 沿革

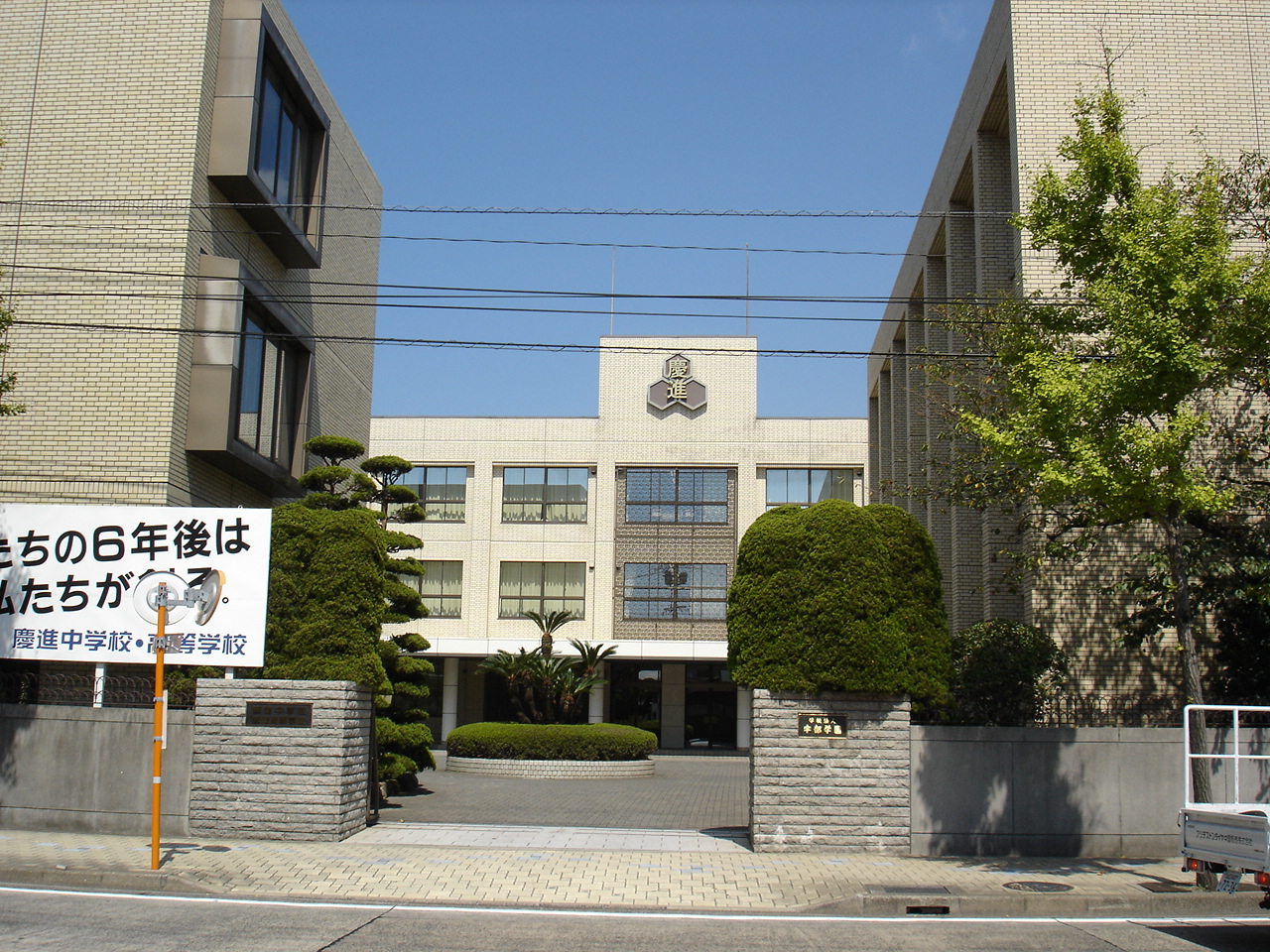
建て替え前の旧本館（正面奥・2007年撮影）

1928年（昭和3年）に熊本県出身の蔵原経智とその妻・カツモが創立した宇部裁縫女学校が発祥である。
1970年（昭和45年）に情報処理科、1971年（昭和46年）に事務科・経理科（後に総合ビジネス科に統合）を設置し、女子校として職業系の学科を中心に実践系教育を実施してきたが、2002年（平成14年）に宇部女子高等学校を慶進高等学校へ改称し同時に男女共学化、さらに2004年（平成16年）に宇部女子中学校を再開する形で慶進中学校を併設し、中高一貫教育を開始した。情報処理科および総合ビジネス科は2009年（平成21年）4月までに廃止された。

### 年表
- 1928年（昭和3年） - 蔵原経智とその妻・カツモにより宇部裁縫女学校として創立[5]。
- 1929年（昭和4年）4月 - 宇部裁縫女学校を宇部技芸女学校に改称[5]。
- 1933年（昭和8年）4月 - 宇部女子商業学校を併設[5]。
- 1940年（昭和15年） - 宇部技芸女学校を宇部高等淑徳女学校に改称[5]。
- 1942年（昭和17年）12月 - 宇部女子商業学校の理事長兼校長に二木謙吾が就任[5]。
- 1943年（昭和18年）3月 - 宇部高等淑徳女学校の校長に二木謙吾が就任[5]。
- 1945年（昭和20年）3月 - 宇部女子商業学校と宇部高等淑徳女学校を統合し、両者の財産寄付行為によって財団法人宇部女子商業学校を設立[5]。
- 1948年（昭和23年）3月 - 学制改革に伴い財団法人宇部女子商業学校から宇部学園女子高等学校に改称し、宇部学園女子中学校を併設[5]。
- 1951年（昭和26年）3月 - 財団法人宇部女子商業学校の寄付行為により学校法人宇部学園が設立され、理事長に二木謙吾が就任[5]。
- 1955年（昭和30年）4月 - 普通科設置[5]。
- 1966年（昭和41年）5月 - 体育館兼講堂が完成[5]。
- 1965年（昭和40年）4月 - 宇部学園女子高等学校を宇部女子高等学校、宇部学園女子中学校を宇部女子中学校にそれぞれ改称[5]。
- 1966年（昭和41年）4月 - 宇部女子中学校の募集を停止し、宇部女子高等学校美祢分校を開校[5]。
- 1967年（昭和42年）4月 - 宇部女子高等学校自動車練習場（宇部中央自動車学校）を併設[5]。
- 1970年（昭和45年）4月 - 情報処理科設置[5]。
- 1971年（昭和46年）4月 - 事務科、経理科を設置（両学科は後に統合され総合ビジネス科となる）[5]。
- 1972年（昭和47年）3月 - 情報処理教育センターが完成[5]。
- 1976年（昭和51年）4月 - 美祢分校を美祢中央高等学校（現・成進高等学校）として分離[5]。
- 1978年（昭和53年）2月 - 第1回スポーツ栄光賞受賞[5]。
- 1983年（昭和58年）12月 - 二木謙吾死去に伴い、本校体育館で告別式が行われる[5]。
- 1984年（昭和59年） - 二木謙吾の次男である二木秀夫が第2代理事長に就任[5]。
- 2002年（平成14年）4月 - 宇部女子高等学校から慶進高等学校に改称、男女共学化。同時に宇部女子高等学校自動車練習場を慶進高等学校自動車練習場に改称。
- 2003年（平成15年） - 武道館を新築[7]。
- 2004年（平成16年）4月 - 宇部女子中学校を再開する形で慶進中学校を開設、中高一貫教育を開始[4]。
- 2009年（平成21年）4月 - 総合ビジネス科、情報処理科の最後の生徒が卒業するとともに両学科を廃止し、普通科のみとなる。
- 2015年（平成27年） - 二木秀夫が理事長を退任し学園長に就任、二木寛夫が第3代理事長に就任[4]。
- 2017年（平成29年）2月 - 新体育館（S造3階建・延床面積2,510m²）と4号館校舎（RC造5階建・延床面積1,122m²）が完成[8]。
- 2020年（令和2年）10月 - テニスコート新設

## 行事・生徒会・部・制服

### 生徒会活動
中学校は生徒会・中央委員会を設置し、3年生9名、2年生1名の合計10名で構成する。高等学校の生徒会は、会長1名、副会長1名、生徒総務委員会11名、生徒環境委員会10名、広報委員会11名、交通安全委員会11名、部活動委員会10名で構成する。

## 交通
鉄道は、西日本旅客鉄道・宇部線の琴芝駅から徒歩3分、宇部新川駅から徒歩10分。バスは、宇部市営バスの慶進高校前バス停が最寄り。また、船木鉄道に委託して山口駅・新山口駅と当校を結ぶスクールバスを運行している。
2015年（平成27年）に宇部市が実施した調査では、高等学校の生徒のうち44.4%が鉄道、7.1%がバスで通学している。中学校は鉄道35.2%、バス10.0%となっている。

## 関係者
- 二木謙吾 - 蔵原経智から学校経営を引き継ぎ、学校法人宇部学園を創設[5]。元参議院議員、元大蔵政務次官、元山口県議会議長、元山口県議会議員、元宇部興産会長中安閑一の義弟[5]。
- 二木秀夫 - 学校法人宇部学園学園長[4]、元参議院議員、元科学技術政務次官、元宇部市長、二木謙吾の次男[5]。

### 出身者
- 山下規子 - バレーボール選手、宇部女子高等学校卒。
- 長谷川知代 - バスケットボール選手、宇部女子高等学校卒。
- 三好喜美佳 - プロボクサー、宇部女子高等学校卒。
- 松本愛美 - バスケットボール選手
- 中村衣里 - 山口放送アナウンサー
- 藤岡宗我 - 読売テレビアナウンサー